# Sandwich Man (duo comique)
Récompenses
Grand Prix M-1 2007 - Vainqueurs

King of Conte 2009 - Finalistes
Sandwich Man (サンドウィッチマン, sandoicchi man) est un duo comique japonais (owarai konbi) composé de Mikio Date et Takeshi Tomizawa. Il fait partie de l'agence de divertissement japonaise Grape Company. Le duo s'est formé en septembre 1998 et leur surnom est « sando ».
Le duo est extrêmement populaire au Japon, arrivant généralement à la première place aux classements des humoristes préférés des Japonais depuis 2018.
Les deux humoristes ont remporté le Grand Prix M-1 de 2007 et ont été finalistes au King of Conte de 2009.
Ils sont ambassadeurs « kizuna »de Miyagi, membres honoraires du groupe de soutien de l'équipe de football japonaise Vegalta Sendai, ambassadeurs de soutien de l'équipe de baseball Tohoku Rakuten Golden Eagles, ambassadeurs de bonne volonté de Kikufuku, ambassadeurs de bonne volonté du rugby à Miyagi et ambassadeurs du tourisme de la ville de Matsushima.

## Membres
Date est né le 5 septembre 1974  à Sendai, dans la préfecture de Miyagi. Il occupe le rôle du tsukkomi.
Tomizawa est né le 30 avril 1974  dans la même ville. Il s'occupe d'écrire tous les sketches et joue généralement le rôle du boke.